# Wilhelm Gruber (Schriftsteller)
Wilhelm Gruber (* 22. April 1950 in Walchum) ist ein deutscher Schriftsteller und Pädagoge.

## Leben
Gruber machte eine Ausbildung zum Diplom-Pädagogen in Dortmund. Er arbeitet als Sonderschullehrer in Münster und als Fachberater für Lehrerfortbildung bei der Bezirksregierung in Münster.
Er veröffentlicht Bücher für Kinder und Erwachsene, für den Rundfunk schreibt er in niederdeutscher Sprache.
Gruber hat drei Kinder und lebt mit seiner Frau in Münster.

## Auszeichnungen
- 1987: 3. Preis beim Literaturwettbewerb des FN-Verlags[2]
- 1994: Kinderbuch des Monats August der Deutschen Akademie für Kinder- und Jugendliteratur für Lauf, Tachi!
- 1998: Kinderbuch des Monats September der Deutschen Akademie für Kinder- und Jugendliteratur für Der Kopfstandleser

## Werke
- Ein Tanzbär bleibt in Telgte. Anrich, Kevelaer 1989, ISBN 3-89106-082-3.
- Im Tölt durchs Moor. Mein Pferdesommer in Fehnholm. FN-Verlag, Warendorf 1989, ISBN 3-88542-216-6.
- Aron oder Vom Krieg erzählen nicht nur Helden. Bitter, Recklinghausen 1989, ISBN 3-7903-0374-7.
- Lauf, Tachi! Ein Urwildpferd hat keinen Namen. Aare-Verlag, Aarau 1994, ISBN 3-7260-0425-4.
- Lieber alter Zottel. Aare-Verlag, Aarau 1996, ISBN 3-7260-0460-2.
- Weihnachtsgeschichten. Nikolaus auf dem Glatteis. Die Weihnachtsschafe. Aare-Verlag, Aarau 1997, ISBN 3-7260-0485-8.
- Der Kopfstandleser. Nord-Süd Verlag, Zürich 1998, ISBN 3-314-00848-1.
- Wo das Wasser salzig wird. Aschendorff, Münster 2003, ISBN 3-402-06516-9.
- Freiheit für Shanda. (Originaltitel: Lauf, Tachi!) Ravensburger Buchverlag, Ravensburg 2006, ISBN 978-3-473-52307-8.

Rundfunk
- Straohlensööker. Hörspiel. WDR, Köln 1989.
- Aron of nich alleine Helden vertelt van’n Krieg. Hörspiel, NDR, Hamburg 1990.
- Kuckowski oder Wer war der Apotheker? / Kuckowski of De Apotheeker, wel was dat? Hörspiel, NDR/WDR, Hamburg/Köln 1991/92.

Fernsehen
- Der Kopfstandleser. ZDF-Kinderkanal, Siebenstein, November 2000.